# Gift 〜あなたはマドンナ〜
「Gift 〜あなたはマドンナ〜」は、土岐麻子の通算2枚目のシングル。2011年1月19日にrhythm zoneよりリリースされた。

## 解説
表題曲はCDリリースに先立って資生堂『ELIXIR SUPERIEUR』のCMソングに起用された。（2010年9月21日～11月14日、出演モデル：篠原涼子 · 2010年11月21日～2011年2月20日出演モデル：永作博美）
後に作曲を担当したEPOによってライブカバーされ、インディーズ販売されている。

## 収録曲
1. Gift 〜あなたはマドンナ〜
  - 作詞：小野健、EPO／作曲：EPO／編曲：斎藤茂彦、橋本竜樹
  - 資生堂『ELIXIR SUPERIEUR』CMソング
  - 桂宮治のザブトン5（文化放送ほか）オープニングテーマ
2. Medley of CM & Original Songs 2008-2010
3. Gift 〜あなたはマドンナ〜（Instrumental）